# Roberto Limonta
Roberto Limonta Vargas (ur. 6 stycznia 1962 w Santiago de Cuba) – kubański zapaśnik w stylu wolnym. Olimpijczyk z Barcelony 1992, gdzie zajął szóste miejsce w wadze do 90 kg.
Czterokrotny uczestnik mistrzostw świata, trzeci w 1991 roku. Dwukrotny złoty medalista igrzysk panamerykańskich w 1983 i 1991 roku. Trzy razy wygrywał na mistrzostwach panamerykańskich. Triumfator igrzysk Ameryki Środkowej i Karaibów w 1986 i 1993 roku. Drugi w Pucharze Świata w 1993; trzeci w 1986; piąty w 1984 roku.